# Tenedos peckorum
Tenedos peckorum är en spindelart som beskrevs av Rudy Jocqué och Léon Baert 2002. Tenedos peckorum ingår i släktet Tenedos och familjen Zodariidae.
Artens utbredningsområde är Colombia. Inga underarter finns listade i Catalogue of Life.